# Бруклін (Огайо)
Бруклін (англ. Brooklyn) — місто (англ. city) в США, в окрузі Каягога штату Огайо. Населення — 11 359 осіб (2020).

## Географія
Бруклін розташований за координатами 41°26′5″ пн. ш. 81°44′57″ зх. д. / 41.43472° пн. ш. 81.74917° зх. д. (41.434740, -81.749180).  За даними Бюро перепису населення США в 2010 році місто мало площу 11,10 км², з яких 11,00 км² — суходіл та 0,09 км² — водойми.

## Демографія
Згідно з переписом 2010 року, у місті мешкало 11 169 осіб у 5153 домогосподарствах у складі 2926 родин. Густота населення становила 1006 осіб/км².  Було 5506 помешкань (496/км²).
Расовий склад населення:
| - 84,3 % — білих - 5,2 % — чорних або афроамериканців - 3,9 % — азіатів - 0,2 % — корінних американців - 4,0 % — осіб інших рас |

До двох чи більше рас належало 2,4 %. Частка іспаномовних становила 10,4 % від усіх жителів.
За віковим діапазоном населення розподілялося таким чином: 19,1 % — особи молодші 18 років, 61,7 % — особи у віці 18—64 років, 19,2 % — особи у віці 65 років та старші. Медіана віку мешканця становила 42,9 року. На 100 осіб жіночої статі у місті припадало 93,1 чоловіків;  на 100 жінок у віці від 18 років та старших — 89,7 чоловіків також старших 18 років.
Середній дохід на одне домашнє господарство  становив 50 415 доларів США (медіана — 42 341), а середній дохід на одну сім'ю — 59 915 доларів (медіана — 51 116). Медіана доходів становила 40 121 долар для чоловіків та 35 894 долари для жінок. За межею бідності перебувало 13,4 % осіб, у тому числі 24,3 % дітей у віці до 18 років та 7,0 % осіб у віці 65 років та старших.
Цивільне працевлаштоване населення становило 5503 особи. Основні галузі зайнятості: освіта, охорона здоров'я та соціальна допомога — 19,3 %, виробництво — 12,9 %, роздрібна торгівля — 11,9 %.